# آئودی کیو۳
آئودی کیو۳ (به انگلیسی: Audi Q3) خودرویی است که از سال ۲۰۱۱ بوسیلهٔ آئودی در دو نسل تولید شده‌است.
این خودرو در کلاس کراس اوور کوچک قرار گرفته، طراحی آن موتور جلو-محور جلو و موتور جلو-تمام چرخ متحرک است.

## نگارخانه

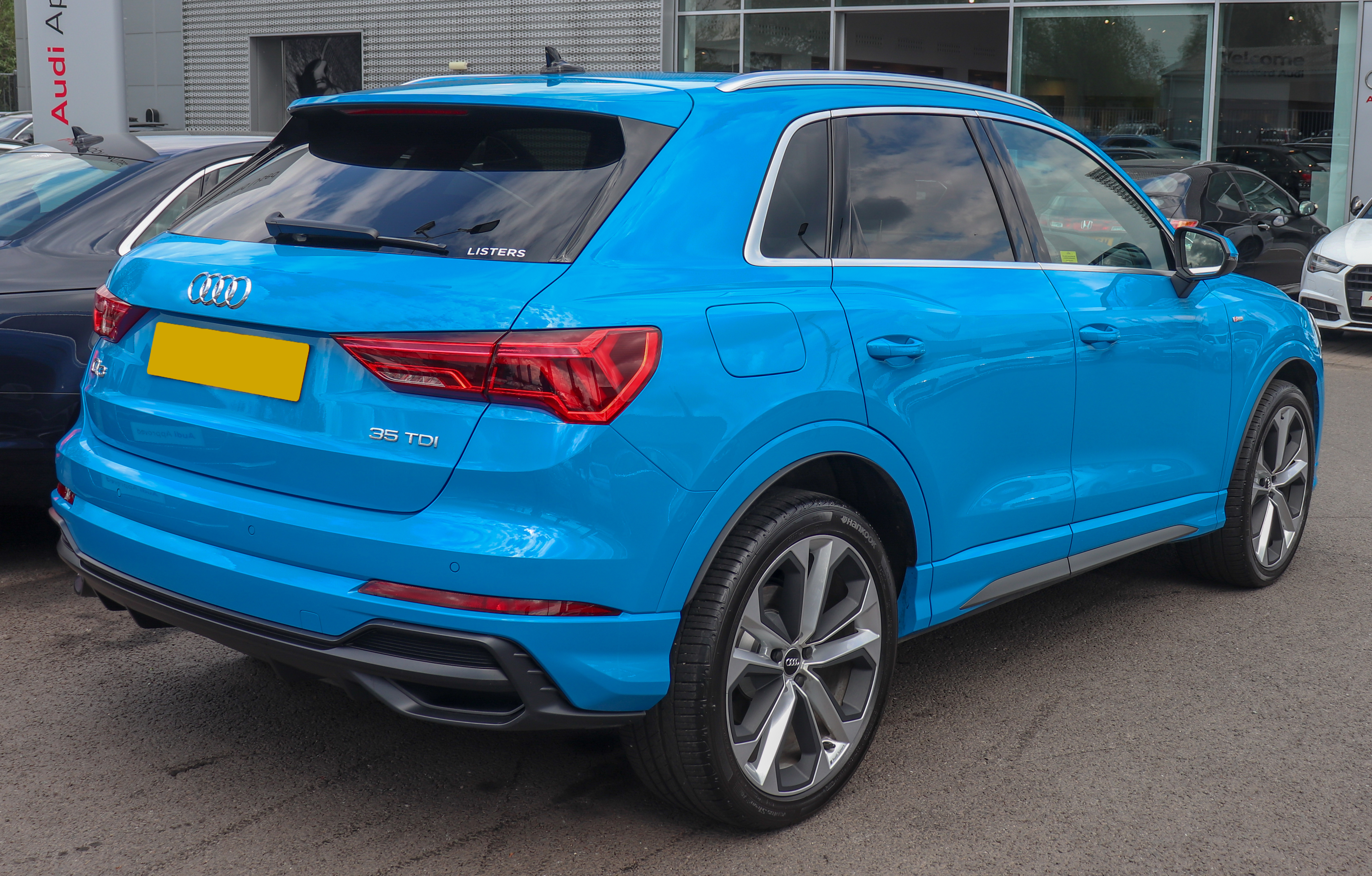
عقب
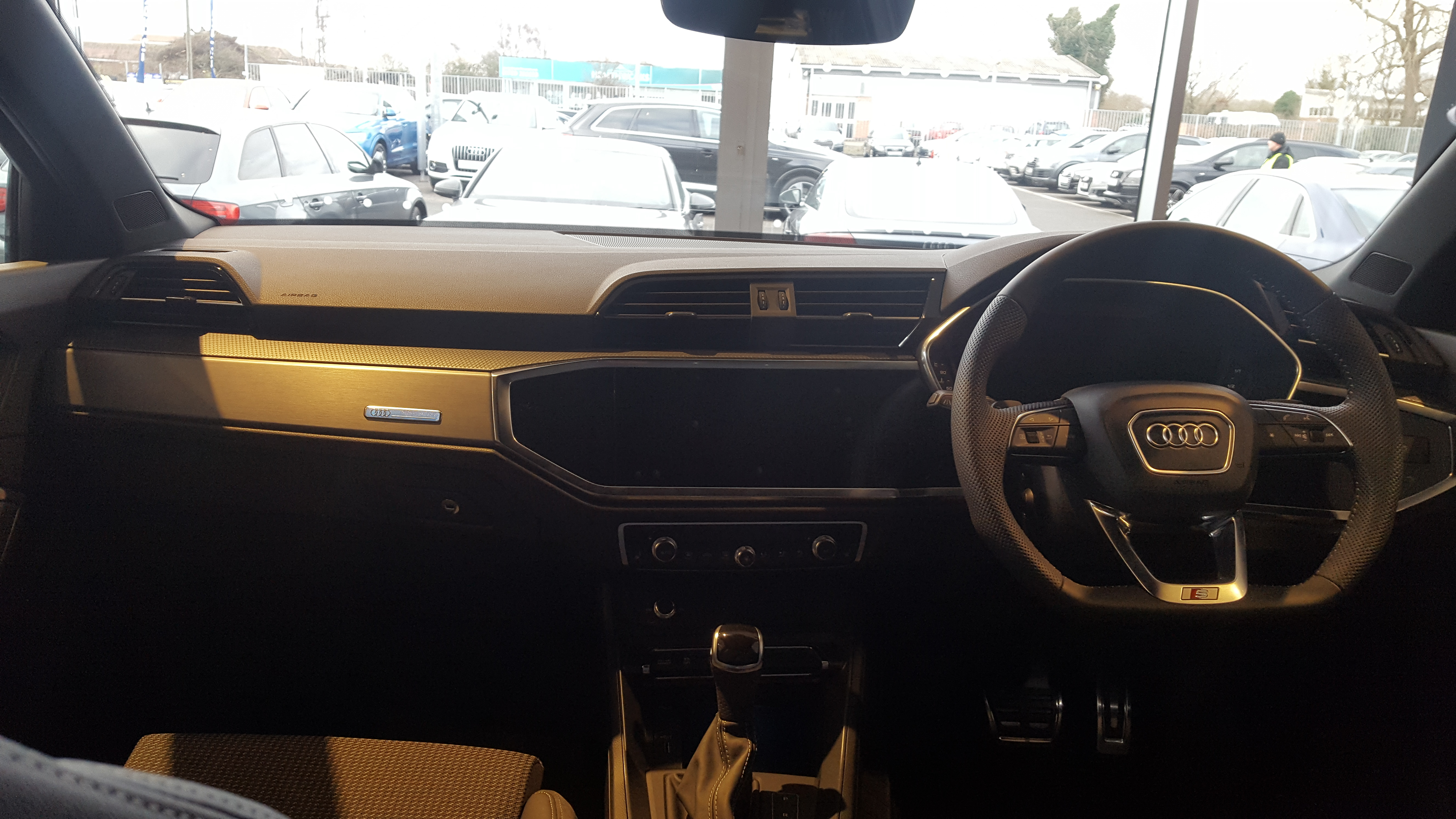
داخل